# Echium humile
Echium humile är en strävbladig växtart. Echium humile ingår i släktet snokörter, och familjen strävbladiga växter.

## Underarter
Arten delas in i följande underarter:
- E. h. caespitosum
- E. h. humile
- E. h. nanum
- E. h. pycnanthum
- E. h. saharae
- E. h. albiflorum